# Ice Spice
Isis Naija Gaston (El Bronx, Nueva York, 1 de enero de 2000), conocida artísticamente como Ice Spice, es una rapera estadounidense. Comenzó su carrera en 2021 después de conocer al productor discográfico RiotUSA mientras asistía a la Universidad Estatal de Nueva York en Purchase. Saltó a la fama a fines de 2022 con su canción «Munch (Feelin' U)». 
Ice Spice lanzó los sencillos «Bikini Bottom» e «In Ha Mood» antes de publicar su extended play debut «Like..?» (2023). En 2023, su sencillo remix «Boy's a Liar Pt. 2» con PinkPantheress se colocó en el top 5 de la lista Billboard Hot 100. Luego lanzaría como sencillo de su EP, un remix de la canción «Princess Diana» con la rapera Nicki Minaj que logró debutar en el top 5 de la lista Billboard Hot 100
Fue aclamada por Jon Caramanica de The New York Times como la nueva princesa del rap (rap's new princess) y fue nombrada una estrella emergente (breakout star) por la revista Time.

## Biografía

### Primeros años de vida
Isis Gaston nació el 1 de enero del año 2000 en El Bronx, Nueva York, y creció en el barrio de Fordham Road. Es la mayor de cinco hermanos. Su padre, que fue rapero underground, es Afroestadounidense y su madre, quién dio a luz a Ice Spice a los 17 años, es dominicana. Sus padres se conocieron en McDonald's y se divorciaron cuando ella tenía dos años. Debido a que sus padres trabajaban mucho, Ice Spice pasó mucho tiempo con sus abuelos y primos mientras crecía. Ella fue a la escuela en el Bronx hasta que la enviaron a la Sacred Heart High School, una escuela secundaria católica en Yonkers, un suburbio de Nueva York.
A los 7 años, le gustó el hip hop después de escuchar a raperos como Lil' Kim y Nicki Minaj. Ella escribió poesía y rap freestyle durante la escuela primaria y la secundaria.

## Carrera
Ice Spice comenzó a rapear en 2021 después de conocer al productor discográfico RiotUSA, esto mientras asistía a la State University of New York at Purchase. Finalmente abandonó los estudios en la universidad. RiotUSA produjo su canción debut, "Bully Freestyle", lanzada en marzo de 2021 después de que un video de Ice Spice haciendo el challenge "Buss It" se viralizó en Twitter.
Su canción "Name of Love" ganó popularidad en SoundCloud, lo que la popularizó en Instagram. Su canción "Munch (Feelin' U)", lanzada el 10 de agosto de 2022 junto a un video musical, fue también producida por RiotUSA. La canción fue distribuida por WorldStarHipHop. La canción también ganó popularidad después de que Drake la tocó en su emisora de Sirius XM, Sound 42. "Name of Love" se viralizó en Twitter y TikTok y se colocó en las listas Hot R&B/Hip-Hop Songs y Bubbling Under Hot 100 de Billboard.
En septiembre de 2022, Ice Spice apareció como artista destacada en la canción "One Time" de B-Lovee. Más adelante en septiembre, firmó un contrato discográfico con 10K Projects y Capitol Records. 
En el 28 de octubre de 2022, ella lanzó el sencillo "Bikini Bottom". El EP debut de Ice Spice, Like..?, fue lanzado el 20 de enero de 2023 e incluyó los sencillos "Munch (Feelin' U)", "Bikini Bottom" e "In Ha Mood"
y una colaboración con Lil Tjay, "Gangsta Boo", dedicado al fallecido rapero Gangsta Boo. La canción se convirtió en su primera en la lista Billboard Hot 100 en el número 82.
El 3 de febrero de 2023, se lanzó el remix y el video de la canción de la cantante PinkPantheress, «Boy's a Liar Pt. 2» con Ice Spice. La canción alcanzó el número 4 en la lista Billboard Hot 100, la posición más alta en las listas para las dos artistas en aquel momento.
El 14 de abril de 2023, lanzó de sorpresa el remix de la segunda pista de su EP, «Princess Diana» junto con la rapera Nicki Minaj. Éste sería anunciado y compartido por Nicki Minaj en su programa de radio, aunque los aficionados ya especulaban de su existencia tras un tuit de Minaj que diría parte de la letra de la canción. Posteriormente se subió por error el enlace para pre-guardar la canción junto con la portada de la misma, que fue borrado horas después. La canción logró debutar en la posición número 4 en el Billboard Hot 100 gracias al poder de compra de los aficionados de Minaj y a la positiva recepción del público general.
El 26 de mayo de 2023, colaboraría con la cantante de pop Taylor Swift en una remezcla de su canción «Karma» que formaría parte de una reedición de Midnights, último disco de Swift hasta el momento. Además de ser artista invitada en la gira The Eras Tour para el concierto de ese mismo día en East Rutherford.
El 23 de junio de 2023 lanzó junto con Nicki Minaj y Aqua el sencillo «Barbie World» que formaría parte de la banda sonora de la película de Barbie. Éste funcionaría como segundo sencillo de la banda sonora, implementado un sample del hit «Barbie Girl» de Aqua. Logró debutar en la posición número 7 del Billboard Hot 100.

## Estilo de música
La música de Ice Spice es principalmente drill del Bronx. Su nombre proviene de una "finsta" (cuenta secreta en Instagram) que hizo a los 14 años Ella ha dicho que escribe todas las letras de sus canciones. Sheff G y Pop Smoke la inspiraron comenzar a rapear, además, ella ha citado a Lil' Kim, Nicki Minaj, Cardi B, Foxy Brown y Remy Ma como influencias musicales debido a sus raíces neoyorquinas. También ha llamado a Erykah Badu, Lauryn Hill y Jazmine Sullivan como otras inspiraciones. En una entrevista con Elle, dijo que le gusta Coldplay y The 1975, y que escuchaba mucho To Pimp a Butterfly de Kendrick Lamar mientras crecía. También ha puesto a Katy Perry y Lady Gaga como inspiraciones a la hora de crear música. 

## Discografía

### EPs
- 2023: Like..?

### Redes sociales
- Página web oficial
- Ice Spice en X (antes Twitter)
- Ice Spice en Facebook
- Ice Spice en TikTok
- Ice Spice en Instagram
- Ice Spice en SoundCloud
- Ice Spice en Spotify
- Ice Spice en YouTube.

- Datos: Q114114977
- Multimedia: Ice Spice / Q114114977